# ゴウダソウ属
ゴウダソウ属（ゴウダソウぞく、合田草属）またはルナリア属（ルナリアぞく、学名：Lunaria、英語: Honesty）は、アブラナ科の属の1つ。原生地はヨーロッパと西アジアである。2008年現在、ゴウダソウ属は一年生植物または二年生植物のゴウダソウ（Lunaria annua）とLunaria elongata、多年生植物のペレニアル・オネスティ（Lunaria rediviva）とバルカン半島の希少種・Lunaria telekianaの4種確認されている。1984年時点では2種、1997年の時点では3種確認されていた。
属名のLunaria（ルナリア）は「月のような」という意味であり、円形の果実を月にたとえたものである。
ゴウダソウ属の植物は表面に毛が生え、歯牙縁の葉で総状花序となり、白または紫の花を春から夏にかけて咲かせ、特徴的な半透明で円盤形の果実を付け、フラワーアレンジメントに多用される。萼（がく）片は多肉質で、花弁の基部に長い爪がある。花卉園芸で育てられ、原生地を離れ多くの温帯地域で野生化している。

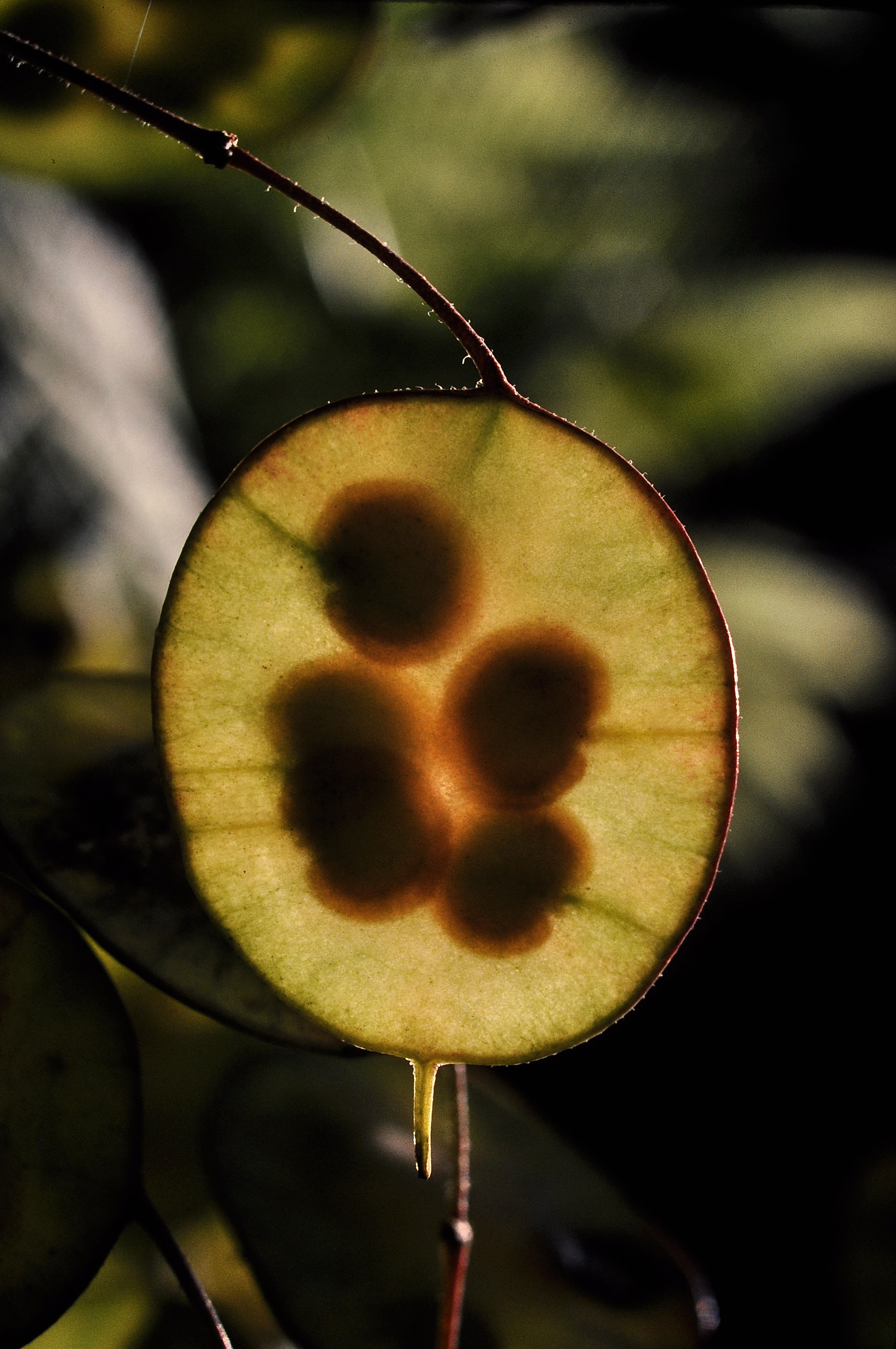
種子のある果実
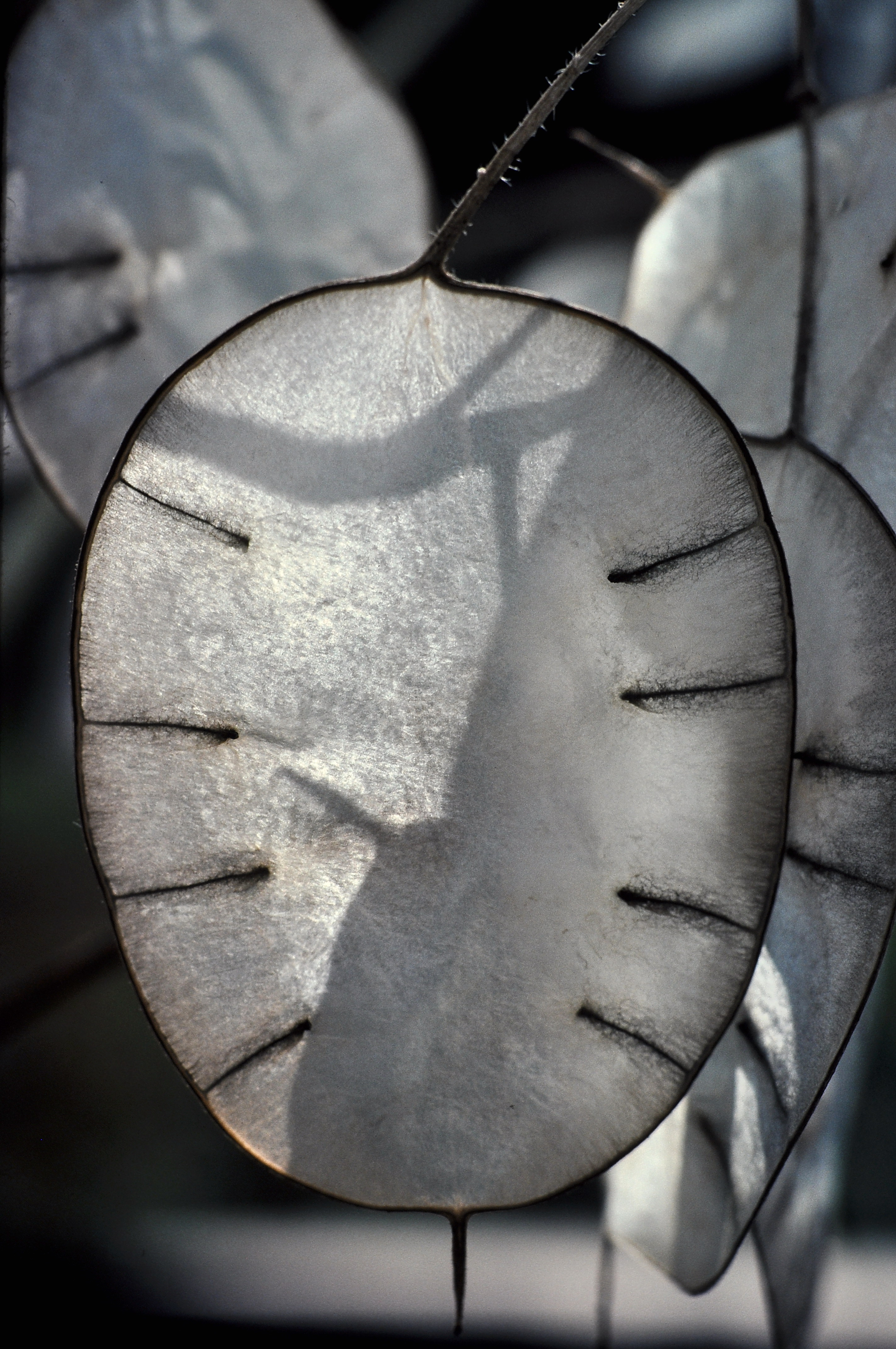
種子のない果実